# Festuca purpurascens
Festuca purpurascens är en gräsart som beskrevs av Joseph Banks, Daniel Carl Solander och Joseph Dalton Hooker. Festuca purpurascens ingår i släktet svinglar, och familjen gräs. Inga underarter finns listade i Catalogue of Life.